# Comus (Händel)
La masque Comus, o There in the Blissful Shades ("Allí en las benditas sombras", HWV * 44) es una versión corta del Comus de John Milton, basada en un libreto anterior realizado por John Dalton para la obra de Thomas Arne Comus. Un Händel de sesenta años compuso la música en 1745 para el placer de otros invitados durante su recuperación veraniega en la casa de campo del conde de Gainsborough. Parte de la música fue posteriormente reciclada por Händel, por ejemplo como el aria de tenor Then will I Jehovah's praise del Occasional Oratorio.

## Grabaciones
- Alceste & Comus. AAM, dir. Christopher Hogwood. L'Oiseau-lyre.